# 国立陽明交通大学附属病院
国立陽明交通大学附属病院（こくりつようめいこうつうだいがくふぞくびょういん）は、台湾宜蘭県宜蘭市にある病院。国立陽明交通大学医学部附属の大学病院である。

## 歴史
- 1897年：台湾総督府宜蘭病院が設立。
- 1945年：台湾省立宜蘭病院と改称。
- 2000年：行政院衛生局宜蘭病院を再編。
- 2008年：国立陽明大学附属病院を再編。
- 2021年：国立陽明交通大学附属病院と改称。

## アクセス
宜蘭駅からの徒歩圏内。

## 周辺
- 宜蘭五穀廟
- 宜蘭中山公園